# 楚格尼尼
楚格尼尼（Truganini，約1812年—1876年5月8日）是目前被世界普遍認定最後一位離世的純種塔斯馬尼亞原住民。

## 早年歲月
楚格尼尼約於1812年，出生於塔斯馬尼亞島南部的布魯尼島，她的父親名叫曼加納（Mangana），是布魯尼島的酋長。
楚格尼尼的名字取自蓝灰滨藜這種植物。在楚格尼尼還未滿18歲的時候，她的母親被捕鯨人殺害。後來楚格尼尼遭到木材商綁架，而她的第一任未婚夫Paraweena在拯救她時喪生。1828年，她的兩個妹妹Lowhenunhue和Maggerleede被綁架到坎加魯島，被販為奴。1829年，她與布魯尼島的伍瑞迪（Woorrady）結婚。
1824年，喬治‧亞瑟中將治理塔斯馬尼亞島。喬治‧亞瑟推出兩項政策來解決新移民及原住民之間日益升溫的衝突。首先，他獎勵人們擒捕原住民，而同時對原住民採取懷柔政策，以拉攏原住民。這些政策由布魯尼島先開始實施，也使布魯尼島的衝突比率比起塔斯馬尼亞島的任何地區都較低。
1830年到1835年，楚格尼尼也和伍瑞迪擔任原住民保護官喬治‧奧古斯都‧羅賓遜和他的兒子的導遊及語言教師，羅賓遜將他們與楚格尼尼夫妻的相處過程記錄下來，是目前對於塔斯馬尼亞原住民最完善的一份人類學紀錄。
1830年，羅賓遜將楚格尼尼和伍瑞迪等約100人的最後一批塔斯馬尼亞原住民移至弗林德斯島，希望可以保護他們。然而，這項措施卻造成許多原住民死於傳染病及其他病症。對此，楚格尼尼表示，塔斯馬尼亞原住民可能在新居住地規劃完成之前絕嗣。
1839年2月，楚格尼尼和伍瑞迪，以及其他14名原住民陪伴羅賓遜到菲利普港灣。楚格尼尼和四名原住民加入了波特蘭灣附近的一場捕鯨人的聚會，然而在1841年，這五名原住民被控殺害兩名捕鯨人。1842年1月，其中兩名原住民在墨爾本被判處絞刑。1856年，楚格尼尼、伍瑞迪和另外兩位女人，芬妮（Fanny）和瑪蒂達（Matilda）回到弗林德斯島，伍瑞迪卻死於歸途。之後這些少數倖存的原住民移民到霍巴特南部的牡蠣海灣（Oyster cove）。

## 晚年及身後

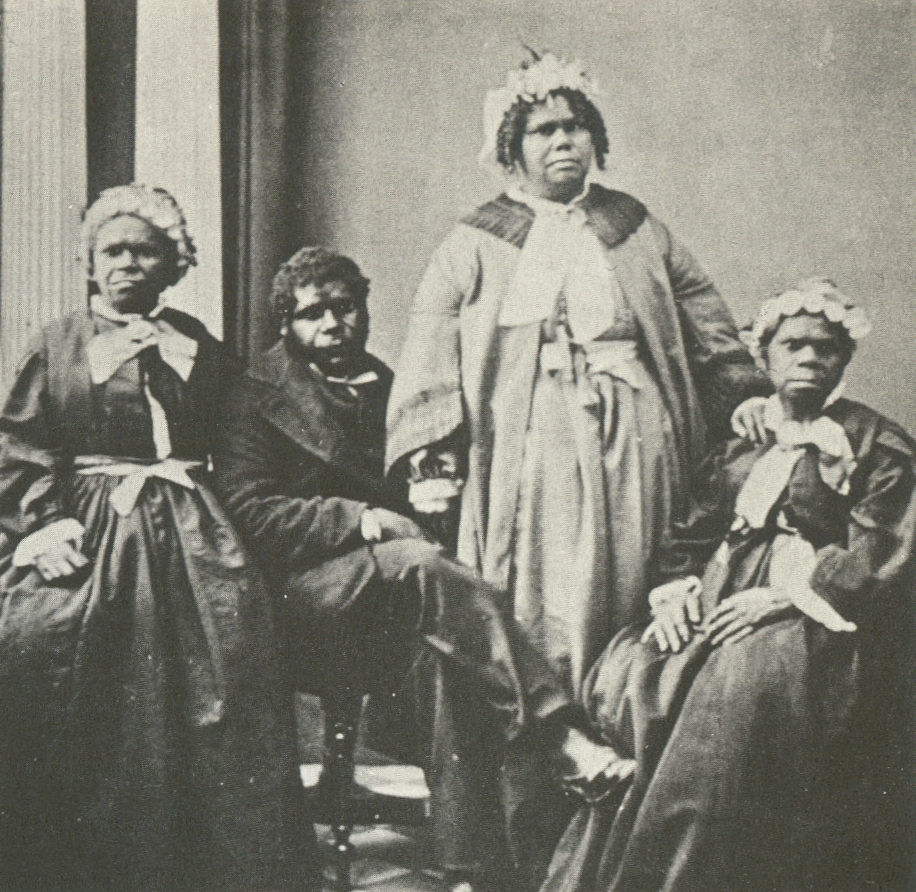
圖中為最後四個純種的塔斯馬尼亞原住民，攝於1860年代。坐在最右邊即是楚格尼尼。

根據《時代雜誌》的報導，楚格尼尼之後嫁給來自布魯尼島的塔斯馬尼亞原住民「比利王」（King Billy）威廉‧連恩。威廉死於1871年3月，是最後一位離世的塔斯馬尼亞原住民男性。1873年，楚格尼尼搬到霍巴特，當時她已是最後一位倖存的純種塔斯馬尼亞原住民。1876年，楚格尼尼過世，遺囑中希望能將自己身體燒成灰，並撒在德‧恩特列卡斯托海峽中。然而，她被葬在喀斯喀德一家廢棄的女犯工廠。1878年12月，她的屍骸被皇家塔斯馬尼亞學會掘出，並在塔斯馬尼亞博物和藝術館公開展示。1976年4月，接近她死後一世紀，楚格尼尼的遺骸終於如她遺囑所願，火化並灑至大海。
楚格尼尼也被普遍認為是最後一位說塔斯馬尼亞語的純種塔斯馬尼亞人。 但在《塔斯馬尼亞歷史的同伴們》（The Companion to Tasmanian History）一書中提到，在1870末年，南澳大利亞的坎加魯島還留存了三位塔斯馬尼亞原住民女性：薩爾（Sal）、蘇克（Suke）和貝蒂（Betty）。而在弗林德斯島和弗諾群島上還留存了一些原住民。芬妮‧寇克瑞恩‧史密斯（1834－1905）在1889年被官方正式認定為最後一位存活的塔斯馬尼亞原住民。史密斯錄下了塔斯馬尼亞語歌曲，並成為唯一留存的塔斯馬尼亞語的有聲史料。
1997年，英國艾克希特的皇家亞伯特紀念博物館將楚格尼尼的項鍊和手鐲還給塔斯馬尼亞。2002年，英格兰皇家外科医学院將她的部分表皮和頭髮歸還到塔斯馬尼亞。

## 其他譯名
楚格尼尼的名字有多種譯名，有Trugernanner、 Trugernena、Trugannini、Trucanini、 Trucaminni和Trucaninny這幾種譯名。而「Truganini」則是最普遍的英文譯名。而他的暱稱Lalla(h) Rookh也廣為人知。

## 外部連結
- Truganini (1812-1876) National Library of Australia, NLA Trove, People and Organisation record for Truganini
- Images of Truganini in State Library of Tasmania collection
- Alexander, Alison Truganini （页面存档备份，存于） at Companion to Tasmanian History, University of Tasmania
- Russell, John (Essay) The Representation of Trucanini （页面存档备份，存于） 1999. at fotoworkz freelance photographic
- (Article) Truganini's Funeral
- (Radio Feature) Truganini - Bushranger （页面存档备份，存于）